# Eugen Anton Theophil von Podbielski
Eugen Anton Theophil von Podbielski   (Köpenick, 17 d'octubre de 1814 - Berlín, 31 d'octubre de 1879) va ser un general de l'exèrcit prussià.
El 1831 entrà en el 1.er regiment d'ulans, de 1836/39 freqüentà l'Acadèmia Militar, sent després durant quinze anys ajudant, i passant el 1855 a l'estat major. El 1858 se li confià el comanament del 12.è regiment de hússars, el 1859 ascendí a tinent, el 1861 a comandant, i el 1863 se li donà el comanament de la 16.ª brigada de cavalleria, i al cap de poc temps fou nomenat mestre general de camp de l'exèrcit destinat a Slesvig-Holstein. Cap d'estat major fins al 1866, aquest any ascendí a general major i fou nomenat director del departament general de Guerra en aquell ministeri.
En la campanya d'Àustria fou mestre general de camp, i el mateix en la de 1870/71, després d'haver estat ascendit a tinent general el 1867. És famós per la informació tan clara i concisa que va donar (No hi ha novetat davant París) en el setge que l'exèrcit alemany tenia posat a la capital de França. El febrer de 1872 fou nomenat inspector general de l'artilleria prussiana, i el 1889 es posà el seu nom al regiment d'artilleria de camp nº. 5.
Era el pare de l'home d'Estat i militar Victor von Podbielski (1844-1916).